# Avioimpex
Avioimpex fue una aerolínea con base en Skopie, Macedonia del Norte. Operaba vuelos regulares y chárter a destinos de Europa central, los Balcanes y el Norte de África. Su aeropuerto principal era el Aeropuerto de Skopie, con una base secundaria en el Aeropuerto de Ohrid.

## Historia
Avioimpex se fundó en septiembre de 1992 bajo el nombre de Interimpex-Avioimpex con el objetivo de darle a la recién independizada Macedonia una aerolínea nacional. 
En 1992 la compañía cambió su nombre a Avioimpex, nombre que conservó hasta su quiebra en septiembre de 2002, cuando las autoridades de aviación civil de Macedonia del Norte revocaron la licencia de operador aéreo a la compañía por cuantiosas deudas generadas por el arrendamiento de aviones y los altos precios del combustible.

## Antiguos destinos
Avioimpex operaba desde Skopie y Ohrid, focalizada vuelos a Suiza y Alemania, además de otros destinos internacionales:
| Países              | Destinos   | Aeropuertos                                            |
| ------------------- | ---------- | ------------------------------------------------------ |
| Alemania            | Berlín     | Aeropuerto de Berlín-Schönefeld                        |
| Alemania            | Düsseldorf | Aeropuerto Internacional de Düsseldorf                 |
| Alemania            | Frankfurt  | Aeropuerto de Fráncfort del Meno                       |
| Alemania            | Hamburgo   | Aeropuerto de Hamburgo                                 |
| Alemania            | Stuttgart  | Aeropuerto de Stuttgart                                |
| Austria             | Viena      | Aeropuerto de Viena-Schwechat                          |
| Croacia             | Zagreb     | Aeropuerto de Zagreb                                   |
| Dinamarca           | Copenhague | Aeropuerto de Copenhague-Kastrup                       |
| Eslovenia           | Liubliana  | Aeropuerto de Liubliana                                |
| Macedonia del Norte | Ohrid      | Aeropuerto de Ohrid San Pablo Apóstol (hub secundario) |
| Macedonia del Norte | Skopie     | Aeropuerto de Skopie (hub principal)                   |
| Suecia              | Gotemburgo | Aeropuerto de Gotemburgo-Landvetter                    |
| Suiza               | Ginebra    | Aeropuerto Internacional de Ginebra                    |
| Suiza               | Zúrich     | Aeropuerto Internacional de Zúrich                     |
| Turquía             | Estambul   | Aeropuerto Internacional Atatürk                       |

## Flota histórica
Avioimpex operó durante su existencia las siguientes aeronaves:
| Aeronaves               | Total | Introducido | Retirado | Matrículas                      |
| ----------------------- | ----- | ----------- | -------- | ------------------------------- |
| Antonov An-12           | 1     | 1994        | 1996     | Z3-AFA                          |
| McDonnell Douglas DC-9  | 1     | 1995        | 2001     | Z3-ARB                          |
| McDonnell Douglas MD-81 | 1     | 1997        | 2002     | Z3-ARB                          |
| McDonnell Douglas MD-82 | 3     | 1993        | 2001     | S5-ABB, Z3-AAD y S5-ABC         |
| McDonnell Douglas MD-83 | 1     | 1999        | 2001     | Z3-AAC                          |
| Túpolev Tu-154          | 3     | 1992        | 1993     | CCCP-85631, CCCP-85630 y LZ-MIG |
| Yakovlev Yak-42         | 3     | 1992        | 1999     | RA-42389, RA-42390 y RA-42432   |

## Accidentes
- El 20 de noviembre de 1993, el vuelo 110 de Avioimpex, un Yakovlev Yak-42, se estrelló cerca del aeropuerto. El avión volaba desde Ginebra a Skopie, pero había sido desviado a Ohrid debido a las malas condiciones climáticas. Los ocho miembros de la tripulación y 116 pasajeros murieron como resultado del accidente.[6]